# Jebero jezik
Jebero jezik (chebero, xebero, xihuila, shiwilu, sewélo, shiwiro, síwila: ISO 639-3: jeb), jezik istoimenih Jebero Indijanaca kojim govori oko 2 500 ljudi (2006) u Peruanskoj regiji Loreto, distrikt Jeberos. Jedan je od službenih jezika. Piše se na latinici.
Jebero pripada jezičnoj porodici cahuapana

## Vanjske poveznice
- Ethnologue (14th)
- Ethnologue (15th)